# 軍司育雄
軍司 育雄（ぐんじ いくお）は、日本の弁護士、人権擁護委員。弁護士法人大成綜合法律事務所代表弁護士。
日本弁護士連合会副会長、法テラス東京初代所長、弁護士賠償責任保険審査会会長等を歴任し、旭日中綬章受章。

## 人物・経歴
1964年茨城県立水戸第一高等学校を卒業し、一橋大学法学部入学。水戸育英会水戸塾出身。大学在学中の1967年に旧司法試験合格。1968年大学卒業。1970年最高裁判所司法研修所を修了し、弁護士登録。1983年東京都千代田区神田に軍司法律事務所を設立し、1996年大成綜合法律事務所と改称。2003年第一東京弁護士会会長及び日本弁護士連合会副会長に就任。2015年旭日中綬章受章。
この間、日本司法支援センター理事兼東京地方事務所初代所長、法務省人権擁護委員、預金保険機構理事、弁護士賠償責任保険審査会会長、全国弁護士協同組合連合会理事長、日中法律家交流協会副会長、水戸育英会理事、如水会理事、一橋大学後援会評議員等も歴任した。また、千葉県市川市に住み、市川市個人情報保護審査会会長、市川市選挙管理委員会委員等も務めた。

## 著作
- 「法テラス業務開始１年」Ichiben bulletin (417) 2007-12